# Luca Colombo
Luca Colombo (* 26. Dezember 1969 in Cantù) ist ein ehemaliger italienischer Radrennfahrer und Weltmeister.

## Sportliche Laufbahn
1987 wurde Luca Colombo Junioren-Weltmeister im Mannschaftszeitfahren. Im Jahr darauf belegte er bei den italienischen Meisterschaft der Amateure im Einzelzeitfahren Platz zwei, 1990 errang er den Titel. Besonders erfolgreich war der große und kräftige Colombo (1,90 Meter, zu Wettkampfzeiten 78 Kilogramm) jedoch als Mannschaftsfahrer auf der Straße: 1991 in Stuttgart (mit Flavio Anastasia, Gianfranco Contri  und Andrea Peron) und 1994 in Agrigento (mit Cristian Salvato, Gianfranco Contri und Dario Andriotto) wurde er mit dem italienischen Straßen-Vierer Weltmeister. Bei den Olympischen Sommerspielen 1992 in Barcelona errang die Mannschaft (Peron, Contri, Anastasia) die Silbermedaille im Mannschaftszeitfahren. Bei der Internationalen Friedensfahrt ging er mit dem gesamten Weltmeistervierer 1992 an den Start, dort kam er jedoch trotz einiger vorderer Etappenplatzierungen nicht unter den besten 30 Fahrer des Gesamtklassements. Er wurde 36., 1990 war er in der Rundfahrt als 68. platziert.
1995 wurde Colombo Profi, konnte als solcher aber nicht Fuß fassen. 1995 wurde er Dritter des Giro d’Abruzzo. 1997 startete er bei der Tour de France und gab während der 13. Etappe auf. Anschließend beendete er seine Profi-Karriere.